# Aeropuerto de Tandag
El Aeropuerto de Tandag (en tagalo: Paliparan ng Tandag, en cebuano: Tugpahanan sa Tandag) (IATA: TDG, ICAO: RPMW) es el aeropuerto que sirve el área general de Tandag, la ciudad capital de Surigao del Sur en Filipinas. Es uno de los dos aeropuertos de Surigao del Sur, siendo el otro el Aeropuerto de Bislig. El aeropuerto está clasificado como aeropuerto principal de Clase 2 (nacional y menor) por la Autoridad de Aviación Civil de Filipinas, un organismo del Departamento de Transportes y Comunicaciones que se encarga de las operaciones, no solo de este aeropuerto, sino también de todos los demás aeropuertos de Filipinas, excepto los principales aeropuertos internacionales.